# 渡辺康麿
渡辺康麿（わたなべ やすまろ、1935年7月24日-　）は、日本の心理学者。セルフ・カウンセリングの創設者。
玉川大学文学部教育学科教授、立正大学教授。一般社団法人生涯学習セルフ・カウンセリング学会会長。

## 来歴
東京生まれ。慶應義塾大学経済学部卒業後、日本テレビ放送網に入社する。その後立教大学文学部教育学科、同大学大学院で学び、ドイツに留学。ミュンスター大学大学院で原始キリスト教の成立を研究。
帰国後、自己形成史分析の理論と方法を創る。

## 著書
- 『開かれた教育 現代社会における自己形成の原理と方法』建帛社 1982
- 『お母さんの自己発見 親が変われば子も変わる』潮文社 1986
- 『セルフ・カウンセリング ひとりでできる自己発見法』ミネルヴァ書房 1990
- 『自己形成史分析入門』建帛社 1993
- 『自分ってなんだろう 現代日本人の自己形成』わたなべやすまろ 日本エディタースクール出版部 1993
- 『先生のためのセルフ・カウンセリング 先生が変わると+生徒も変わる』学事出版 1995
- 『セルフ・カウンセリングの方法 本当の自分の姿が見える 紙と鉛筆だけで自己分析が簡単にできる』日本実業出版社 1996
- 『反抗期とわかっていてもイライラするお母さんへ 中・高校生の心が見えてくるセルフ・カウンセリング』学陽書房 1997
- 『わかっていてもイライラするお母さんへ 幼児の心が見えてくるセルフ・カウンセリング』学陽書房 1997
- 『教師のためのレター・カウンセリング 子供のありのままの心がわかる方法』学陽書房 1998
- 『子どものやる気を引き出すセルフ・カウンセリング』明治図書出版 オピニオン叢書 1998
- 『小学生にわかっていてもイライラするお母さんへ わが子の心が見えてくるセルフ・カウンセリング』学陽書房 1999
- 『自分の心に出会える本 セルフ・カウンセリングで"イライラ""モヤモヤ"が解消できる!』わたなべやすまろ PHP研究所 2000
- 『避けられない苦手な人とつきあう方法』法研 2001
- 『自分を見つける心理分析 セルフ・カウンセリング入門』講談社ブルーバックス 2003
- 『子どもの「言い訳」がなくなるかしこい方法 セルフ・カウンセリングで子どもは変わる』PHP研究所 2006
- 『やさしくわかる自己発見心理学 セルフ・カウンセリング入門』ナツメ社 2007
- 『だれでもできる自己発見法 自己評価分析入門』ミネルヴァ書房 2008
- 『先生のためのセルフ・カウンセリング入門 いつでもどこでもできる自己発見法』学事出版 2016

### 共著
- 『子どもの心が見えてくる 子育てを書くお母さんたち』渡辺ミサ共著 サンマーク出版 1985　のち学陽文庫
- 『先生のための自己発見法 先生が変わると生徒が変わる』編著 学事出版 1987
- 『自分を発見するワークペーパー32』編著 学事出版 2000
- 『やる気を引き出し学ぶ意欲を高める自己発見学習法』生井修共著 学事出版 2005

### 監修
- 木曽長『自分発見マニュアル セルフ・カウンセリングとライフプランの大いなる可能性』監修 草隆社 1998
- 渡辺ミサ『間違いだらけの叱り方ほめ方』監修 学陽書房 1998
- 渡辺ミサ『妻が夫にイライラする本当の理由』監修 学陽書房 1999
- 渡辺ミサ『カッとなって子どもを叩かない法 自分の気持ち子どもの気持ちがわかるセルフ・カウンセリング』監修 学陽書房 2002

### 翻訳
- G.タイセン『イエス運動の社会学 原始キリスト教成立史によせて』荒井献共訳 ヨルダン社 1981
- G.タイセン『批判的信仰の論拠 宗教批判に耐え得るものは何か』荒井献共訳 岩波現代選書 1983
- W.マルクスセン『新約聖書緒論 緒論の諸問題への手引』教文館 1984
- G.タイセン『パウロ神学の心理学的側面』教文館 1990
- G.タイセン『原始キリスト教の社会学』ヨルダン社 1991

## 論文
- <渡辺康麿